# Aéroport de Port Hope Simpson
L'aéroport de Port Hope Simpson est situé à 1,9 km au sud de Port Hope Simpson au Labrador à Terre-Neuve-et-Labrador au Canada.

## Annexe